# Георги Кильов
Георги Стефанов Кильов, известен като Правото, е български революционер, деец на Вътрешната македоно-одринска революционна организация и на Българската комунистическа партия.

## Биография
Георги Кильов е роден в 1884 година в драмското село Калапот, което тогава е в Османската империя. Завършва българското педагогическо училище в Сяр. Като ученик влиза във ВМОРО. След завършването си работи в тютюневите складове в Кавала.
Участва в Балканската и Междусъюзническата война в 1912-1913 година като доброволец в Македоно-одринското опълчение. В 1913 година, след като Кавала попада в Гърция, се установява в новоосвободения Ксанти, където продължава да работи като тютюноработник. Става член на БКП и е сред основателите на тютюноработническото дружество „Защита“ в 1914 година. В 1918 година е сред учредителите на градската организация на БКП в Ксанти и става член на околийския комитет на партията в града и на окръжния в Гюмюрджина.
След като след Първата световна война Западна Тракия с Ксанти и Гюмюрджина е откъсната от България, Кильов в 1919 година се установява в Хасково, а в 1921 - в Неврокоп. Пише в „Работнически вестник“ и в „Тютюноработник“. През лятото на 1923 година е арестуван. След освобождението му се установява в Мехомия. В 1925 година е задържан по време на Дъбнишката акция на ВМРО срещу комунистическите дейци в Пиринско и е убит на 3 юни в местността Лушин.
Кильов е женен за Мария Чалъкова и е баща на актрисата Ева Тупарова (Евангелия, Вангелия).